# Recurs de revisió
El recurs de revisió és un recurs de caràcter administratiu extraordinari que es pot interposar en casos molt específics que preveu l'ordenament jurídic de l'estat espanyol, i sempre que no sigui possible interposar recurs d'alçada o recurs de reposició perquè ha transcorregut el termini per fer-ho o perquè, ha estat desestimat el recurs administratiu corresponent que posava fi a la via administrativa.
Aquesta figura, ja prevista a la derogada Llei 30/1992, es troba actualment regulada als articles 113, 125 i 126 de la Llei 39/2015, d'1 d'octubre, del Procediment Administratiu Comú de les Administracions Públiques.

## Causes
Els recursos de revisió s'interposen sobre l'òrgan administratiu que els va dictar, que també és el competent per a la seva resolució, només en les situacions següents:
1. Que en dictar-los s'hagués donat un error de fet, que resulti dels mateixos documents incorporats a l'expedient.
2. Que apareguin documents de valor essencial per a la resolució de l'assumpte que, tot i ser posteriors, evidenciïn l'error de la resolució que es trobava sota recurs.
3. Que en la resolució hi haguessin influït essencialment, documents o testimonis falsos per sentència judicial ferma, anterior o posterior a aquella resolució.
4. Que la resolució s'hagi dictat com a conseqüència de prevaricació, suborn, violència, maquinació fraudulenta o una altra conducta punible i s'hagi declarat així en virtut de sentència judicial ferma.

Mitjançant aquest recurs no es pot al·legar els motius d'il·legalitat de l'acte que s'haguessin pogut deduir al seu dia mitjançant la interposició dels recursos ordinaris, ja que això atemptaria contra la fermesa dels actes administratius (Sentència del Tribunal Suprem de 26/4/2004) però la interposició si és compatible amb els recursos contenciós administratius que estiguessin actius contra el mateix acte administratiu.

## Terminis
D'acord amb l'article 125 de la LPAC, el recurs extraordinari s'interposarà quan es tracti de la primera circumstància dins dels 4 anys següents a la data de notificació de la resolució impugnada. En la resta de casos serà de tres mesos a partir del coneixement dels documents que dicten que la sentència es ferma.

## Resolució
D'acord amb l'article 126 de la LPAC, l'òrgan competent per a la resolució del recurs podrà acordar-ne motivadament la inadmissió a tràmit, sense necessitat de demanar dictamen del Consell d'Estat o òrgan consultiu de la comunitat autònoma, quan aquest no es fonamenti en alguna de les causes legalment previstes per interposar el recurs.
L'òrgan a què correspon conèixer del recurs extraordinari de revisió s'ha de pronunciar no sols sobre la procedència del recurs, sinó també, si escau, sobre el fons de la qüestió resolta per l'acte recorregut. Transcorregut el termini de tres mesos des de la interposició del recurs extraordinari de revisió sense haver-se dictat i notificat la resolució, s'entendrà desestimat, quedant expedita la via jurisdiccional contenciós administrativa.